# Форумная ролевая игра
Форумная ролевая игра (ФРПГ, англ. forum role playing game, FRPG) — разновидность текстовой ролевой игры (ТРПГ, «текстовка»), проводящаяся на веб-форумах.

## Описание
Форумная ролевая игра является своего рода поджанром литературных ролевых игр. Правила текстовых ролевых игр предусматривают прописывание игроками в отдельном сообщении (посте) действий, мыслей и фраз тех персонажей, роли которых они играют. Игровой процесс контролируется администраторами и модераторами форума.
Как правило, игра происходит на форумах, которые созданы специально для проведения текстовых игр. Значительно реже для ФРПГ создаются профессиональные сайты по причине их сложности и стоимости технических работ. При этом не существует какого-то единого стандарта для подобных проектов. Ввиду этого существуют форумные игры, в которых процветает Мэри-Сью, и в то же время имеют место миры со строгими правилами и командой модераторов. В любом случае форумные ролевые игры предполагают контроль со стороны администрации, наличие неких системных персонажей, которые следят за развитием сюжета.
Как правило, принцип создания фанфиков и ролевой игры схож. За основу также берется определённый мир, придуманный одним или группой авторов, в том числе и простыми игроками. Задачей этих самых игроков является создание персонажа, которого они пытаются раскрыть, моделируя различные сюжетные перипетии. Однако в отличие от фанфикшна, сюжет пишет не один игрок, а несколько. Он создается пошагово, в течение довольно долгого промежутка времени и его развязка, порою, остается загадкой даже для самих игроков.

## Виды ФРПГ
Классификация по взаимодействию между игроками и контролю игрового процесса предусматривает разделение форумных ролевых игр на две группы — «мастерские» и «свободные» (большинство игр принадлежит к смешанному типу). Для «мастерской» ролевой игры (например, Tales of the Silent City) все игровые ситуации, задания игрокам, условия игры прописываются мастером игры (администратором или модератором), в некоторых случаях игра ведется только в режиме «мастер-игрок». Данная группа ролевых игр требует от мастеров постоянного контроля за форумом, в связи с чем на «мастерских» ролевых, как правило, или ограничено количество игроков, или достаточно жесткие условия приема в игру.
«Свободные» ролевые игры ведутся, как правило, в режиме «игрок-игрок». Администрация так же создает игровых персонажей, однако они не всегда выполняют сюжетообразующую функцию. Для создания игровых ситуаций чаще всего используются NPC — персонаж, аккаунт которого доступен для использования всеми игроками (иногда — мастерский персонаж, позволяющий моделировать игровую ситуацию, вносить какие-либо изменения в сюжет).
Также, хоть и достаточно редко, встречаются «Виртуальные приключения». Данный вид RPG больше похож на коллективное написание фанфика, при этом мир и сюжет могут уходить от оригинала всё дальше, а градус событий — всё выше. Гейм-мастера отсутствуют как класс, сюжетные линии обсуждаются в частной переписке и чатах, некоторые форумные правила не действуют. Как правило, «игру» ведет не более десятка персонажей, обычно 3-5.
Нередко существуют сети ролевых игр; в них имеется несколько фандомов и большое количество игроков.

## Рейтинги ролевых игр
Ролевым играм, как правило, присваивается определённый возрастной рейтинг, в соответствии с характером игры:
- G (General) — общая аудитория[источник не указан 604 дня]. Допускаются игроки любого возраста. Данный рейтинг показывает, что ролевая не содержит ничего, что большинство родителей могло бы посчитать неприемлемым для просмотра или прослушивания даже самыми маленькими детьми. Обнажение, сексуальные сцены и сцены приёма наркотиков отсутствуют; насилие минимально; отрывки диалога могут выйти за пределы вежливой беседы, но не выходят за пределы обычных ежедневных выражений.
- PG — некоторый материал, возможно, не подходит для детей[источник не указан 604 дня]. Явные сексуальные сцены и сцены употребления наркотиков отсутствуют; нагота, если присутствует, то только очень ограниченно, ужас и насилие не превышают умеренного уровня.
- PG-13 — некоторый материал может быть неподходящим для детей до 13 лет[источник не указан 604 дня]. Грубое или продолжительное насилие отсутствует; сексуальная ориентация на наготу отсутствует; некоторые сцены употребления наркотиков могут присутствовать; можно услышать единичные употребления грубой сексуальной лексики.
- R (Restricted) — в игре присутствует[источник не указан 604 дня] нецензурная лексика, допускается отыгрыш насилия и секса.
- NC-17 (No Children) и NC-21 — в игре не рекомендуется регистрироваться[источник не указан 604 дня] лицам, не достигшим 17 (21) лет.

Большинство ролевых игр, зарегистрированных в каталогах, имеют рейтинг NC-17 и PG-13.

## Размещение
Как правило, форумные игры размещаются на бесплатных сервисах на движках phpBB, ipb, ucoz, mybb, borda, реже — Simple Machines, unoforum. Кроме того, подфорумы для ФРПГ существуют на многих[каких?] форумах, посвящённых фантастике или играм.